# Dolenje Sušice
Dolenje Sušice je naselje u slovenskoj Općini Dolenjskim Topllicama. Dolenje Sušice se nalazi u pokrajini Dolenjskoj i statističkoj regiji Jugoistočnoj Sloveniji. 

## Stanovništvo
Prema popisu stanovništva iz 2002. godine naselje je imalo 132 stanovnika.